# Pteris brassii
Pteris brassii är en kantbräkenväxtart som beskrevs av Carl Frederik Albert Christensen. Pteris brassii ingår i släktet Pteris och familjen Pteridaceae. Inga underarter finns listade.